# بي آي أي
بي آي أي (بالإنجليزية: BeIA)‏ كان إصدارًا مُصغرًا من نظام التشغيل «بي أو إس» أعلنت عنهُ شركة بي في 7 فبراير 2000. روَّجت شركة بي لنظام التشغيل بناءً على «استقراره وقدرته على التعامل مع مُحتويات الوسائط المتعددة والتصميم المعياري الذي يسمح بتكييف نظام التشغيل للاستخدام في مجموعةٍ واسعةٍ من الأَجهزة» كما أشارت.

## التاريخ
في 7 فبراير 2000 أعلنت شركة بي ومقرها سان فرانسيسكو عن نظام تشغيل حاسوبيِّ يستهدف سوق أجهزة الإنترنت باسم بي آي أي (بالإنجليزية: BeIA)‏، وقالت الشركة إنَّها ستكشف عن النظام في مؤتمر ديمو2000 (بالإنجليزية: Demo2000)‏.
صرَّح المسؤولون التنفيذيون في شركة بي بأَنَّ هذا النظام عبارة عن «منصة مفتوحة»؛ مما يعني أن المُبرمجين من خارج الشركة قد يكتبون أيضًا تطبيقات لهُ بنفس الطريقة التي يكتب بها مبرمجو الطرف الثالث تطبيقات لأجهزة بالم.